# Kódgenerálás
A már elemzett forráskódból a fordítóprogram különböző módszerek felhasználásával előállítja a tárgykódot. Ezt a tárgykódot optimalizálni kell. A kódgenerálás feladatát ún. L-ATG grammatika írja le. A generált kódok sok esetben assembly kódok Intel 80x86 processzorra.
Assembly nyelvű kódgenerálás (egy adat-, kód- és veremszegmens esetén) a következőképpen hajtódik végre:
- az adatszegmensbe kerülnek a globális változók,
- a veremszegmensbe az alprogramok aktivációs rekordjai,
- a kódszegmensbe a lefordított utasítások kerülnek.